# Johanna van Beethoven
Johanna van Beethoven (nascida Reiß [Reiss]; 1786 - 1869) era a cunhada do compositor Ludwig van Beethoven. Ela é lembrada pela amarga batalha pela custódia entre ela e o compositor pelo filho Karl, um dos episódios mais feios e traumáticos da vida do compositor.

## Anos anteriores
Ela era filha de Anton Reiß (Reiss), um próspero estofador vienense. Sua mãe era filha de um comerciante de vinhos e prefeito local.
Ela foi acusada de roubo por seus pais em 1804, um evento que mais tarde teria um papel importante em seu processo com Beethoven.
Em 25 de maio de 1806 ela se casou com Kaspar Anton Karl van Beethoven, irmão mais novo de Ludwig. Seu único filho, Karl van Beethoven, nasceu cerca de três meses depois, em 4 de setembro do mesmo ano.

## Desfalque e condenação
Em 19 de julho de 1811, Johanna concordou em vender um colar de pérolas, no valor de 20.000 florins, sob encomenda. As pérolas eram propriedade conjunta de três pessoas: Frau Kojowitz (que deu o colar para Johanna vender), Elisabeth Duchateau e Josef Gessward. Johanna então fingiu um roubo em sua casa, quebrando arcas e armários. Quando o "roubo" foi descoberto naquela noite, ela escondeu as pérolas em sua bolsa. Ela então acusou sua ex-empregada, chamada Anna Eisenbach, do crime. A polícia interrogou Eisenbach por vários dias e depois a libertou por falta de provas.
No início de agosto de 1811, Johanna foi encontrada usando um dos cordões de pérolas (eram três no total). Sob interrogatório policial, ela finalmente confessou que vendeu as outras duas cordas por 4.000 florins a um homem chamado Aaron Abineri. Depois de alguns esforços de seu marido Kaspar Karl, ela foi libertada da custódia policial em 12 de agosto. As pérolas foram eventualmente recuperadas.
Seu julgamento começou em 27 de dezembro. Descobriu-se que Johanna devia milhares de florins a vários indivíduos; ela reclamou que seu marido (um funcionário do governo) não lhe dava muito dinheiro. Em 30 de dezembro de 1811, Joanna foi condenada, ao que parece, tanto por peculato quanto pelo crime de "calúnia", o que significou a falsa acusação de Anna Eisenbach.
O tribunal condenou Johanna a um ano de "severa prisão". Com isso, ela queria dizer que ela seria colocada em ferros, limitada a uma dieta sem carne, forçada a dormir sobre tábuas nuas e não teria permissão para conversar com ninguém além de seus carcereiros. Com a intervenção do marido, a pena foi gradualmente reduzida, primeiro para dois meses, depois para apenas um e, no final (graças a um apelo ao imperador), ao tempo já cumprido antes do seu julgamento. Seu crime, como o roubo em 1804, foi alegado como parte do caso de Ludwig van Beethoven nos processos que viriam.
Após este episódio, Johanna (e seu marido, até sua morte em 1815) continuou a viver além de seus meios e acumulou dívidas. Em 1818, Johanna vendeu a casa (incluindo unidades de aluguel) no subúrbio de Alservorstadt que ela comprou com seu marido em 1813, mas ela permaneceu em dívida.

## A batalha pela custódia com Beethoven
Em 1812, Kaspar Karl contraiu tuberculose. Em 1813, ele estava suficientemente doente para fazer uma declaração do tribunal especificando os cuidados de seu filho após sua morte. Ele escolheu Ludwig como o único guardião. Em 1815, dois dias antes de morrer, ele repetiu esse desejo em seu testamento, feito em 14 de novembro. Ainda assim, no mesmo dia, um codicilo foi anexado ao testamento que tornava Johanna co-guardiã. Evidentemente, Beethoven e Joanna já se davam muito mal, pois Kaspar incluiu em seu testamento a observação de que "o melhor da harmonia não existe entre meu irmão e minha esposa". Ele continuou: "Deus permite que eles sejam harmoniosos para o bem do meu filho. Este é o último desejo do marido e pai moribundo".
Esse desejo foi inteiramente em vão, pois com a morte de Kaspar dois dias depois, começou o que Lewis Lockwood chama de "uma luta legal torturada e emocional entre Beethoven e sua cunhada pela custódia do menino que durou mais de quatro anos e implicava rancor perpétuo, aparições no tribunal, sucessos aparentes, reversões e apelações". Beethoven acabou por sair vitorioso nesta luta, mas as consequências para Karl foram quase certamente prejudiciais (mais tarde ele tentaria o suicídio).
A batalha legal começou em um tribunal chamado Imperial and Royal Landrechte da Baixa Áustria, um tribunal reservado para casos envolvendo pessoas de nascimento aristocrático. Em 22 de novembro, este tribunal decidiu que Johanna deveria ser a guardiã de Karl e Beethoven co-guardião. No dia 28, Beethoven entrou com uma ação judicial, argumentando que Johanna era inadequada para servir como guardiã. O pedido foi bem-sucedido e, em 9 de janeiro de 1816, Beethoven foi nomeado tutor único. Em 2 de fevereiro de 1816, Beethoven matriculou Karl em um internato administrado por Cajetan Giannatasio del Río.
Johanna, que tinha direitos de visita muito limitados, lançou uma contra-ofensiva legal em 1818. Desta vez, o Landrechte descobriu que a "van" no sobrenome Beethoven não era uma marca da nobreza e que a jurisdição deveria ser devolvida ao tribunal de um plebeu, a Magistratura de Viena. Essa corte foi consideravelmente mais simpática a Johanna, e também influenciada pelo fato de Karl ter fugido da casa de Beethoven, fugindo para sua mãe (3 de dezembro). Ele também havia sido expulso da escola no início do ano.
A fase final da luta ocorreu em 1820, quando Beethoven entrou com a ação no Tribunal de Recurso. A hábil representação de Beethoven por seu amigo Johann Baptist Bach (bem como, talvez, as fortes conexões de Beethoven com a nobreza) venceram, concedendo a Beethoven a custódia permanente. O apelo de Johanna ao imperador em julho foi rejeitado, resolvendo o caso para sempre.

## Vida posterior
No mesmo ano em que perdeu sua luta legal, Johanna deu à luz uma filha ilegítima, que se chamava Ludovika Johanna, nascida em 12 de junho de 1820. Um rico fundador de sino chamado Johann Kaspar Hofbauer (c. 1771 - 1839) reconheceu-se como o pai e forneceu algum apoio financeiro.
Em 1824, Johanna pediu ajuda financeira a Beethoven. O compositor não cavou em seu próprio bolso, mas concordou em devolver a Johanna a metade da pensão de viúva que ela havia sido dedicada à educação de Karl.
Beethoven morreu em 1827. Karl, que era o único herdeiro do compositor, ainda não havia atingido a maturidade e ficou sob a tutela do parente de Johanna, Jakob Hotschevar, que atuou como seu advogado no caso de custódia.
Johanna van Beethoven sobreviveu por muito tempo ao cunhado e morreu em 1869, também sobrevivendo ao filho, que morreu em 1858.

## Avaliação
Beethoven, sem surpresa, tinha uma visão extremamente negativa de Johanna; em uma carta tardia de setembro de 1826, ele a chamou de "uma pessoa extremamente depravada" e descreveu sua personagem como "má, malévola e traiçoeira". Em várias ocasiões ele a chamou de "Rainha da Noite", referindo-se à vilã da famosa ópera de Mozart, A Flauta Mágica.
Havia outros que compartilhavam da visão de Beethoven. Jakob Hotschevar, que havia servido como guardião legal de Karl, recusou-se em 1830 a se tornar o guardião da filha de Johanna, Ludovika. Ele informou ao tribunal que, por causa da "conduta moral longe de ser louvável" de Johanna, ele simplesmente não queria ter mais contatos com ela.